# Jacob Bendien
 (juillet 2018).
Si vous disposez d'ouvrages ou d'articles de référence ou si vous connaissez des sites web de qualité traitant du thème abordé ici, merci de compléter l'article en donnant les références utiles à sa vérifiabilité et en les liant à la section « Notes et références ».
Jacob Bendien (16 avril 1890, Amsterdam - 16 décembre 1933, Amsterdam) était un peintre, dessinateur et critique d'art néerlandais.
Il a vécu à Amsterdam, Paris (1911-1915), Berlin (à partir de 1915) et de nouveau à Amsterdam, où il décède en 1933 de la tuberculose.

## Débuts
Jacob Bendien appartenait au groupe des premiers artistes néerlandais qui se consacraient complètement à l'art abstrait.  Dès 1912, ses premières œuvres abstraites sont exposées à Paris. Bendien se distingue d'autres artistes abstraits néerlandais, comme Mondriaan, qui se sont principalement concentrés sur le cubisme nouvellement créé pour former des compositions abstraites et angulaires en utilisant des surfaces serrées et des lignes droites. Chez Bendien et les artistes apparentés, en revanche, les lignes des compositions abstraites étaient consciemment manipulées avec sensibilité, souvent élégantes et exclusivement organiques. Contrairement aux «cubistes», l'utilisation de la couleur par Bendien était claire dès le départ; les couleurs qu'il pose sont habituellement intactes, non mélangées, sur des surfaces planes. En 1911, deux peintures Peinture I et Peinture II voient le jour à Paris, dans lesquelles le schéma sous-jacent d'un portrait peut encore être reconnu. Les deux peintures sont déjà clairement abstraites et les lignes rondes avec les surfaces stylisées anticipent son concept d'art dans les années suivantes.
Dans ses années parisiennes, Bendien a d'abord collaboré, de manière intensive avec le sculpteur hollandais John Rädecker. Après cela, un contact intensif avec le jeune peintre Jan van Deene s'est développé, chez lequel Bendien a reconnu beaucoup de parenté avec sa propre vision de l'art. Bientôt, sous l'influence de l'art moderne à Paris, leurs premières compositions, non plus basées sur la performance, voient le jour. À l'exposition d'Amsterdam du Cercle d'Art Moderne en 1912 (Bendien avait 22 ans), ces peintures abstraites ont été exposées pour la première fois aux Pays-Bas, au milieu du travail d'autres artistes d'avant-garde des Pays-Bas et à l'étranger. Ces œuvres étaient à peine remarquées. 

## Abstrait versus figuratif

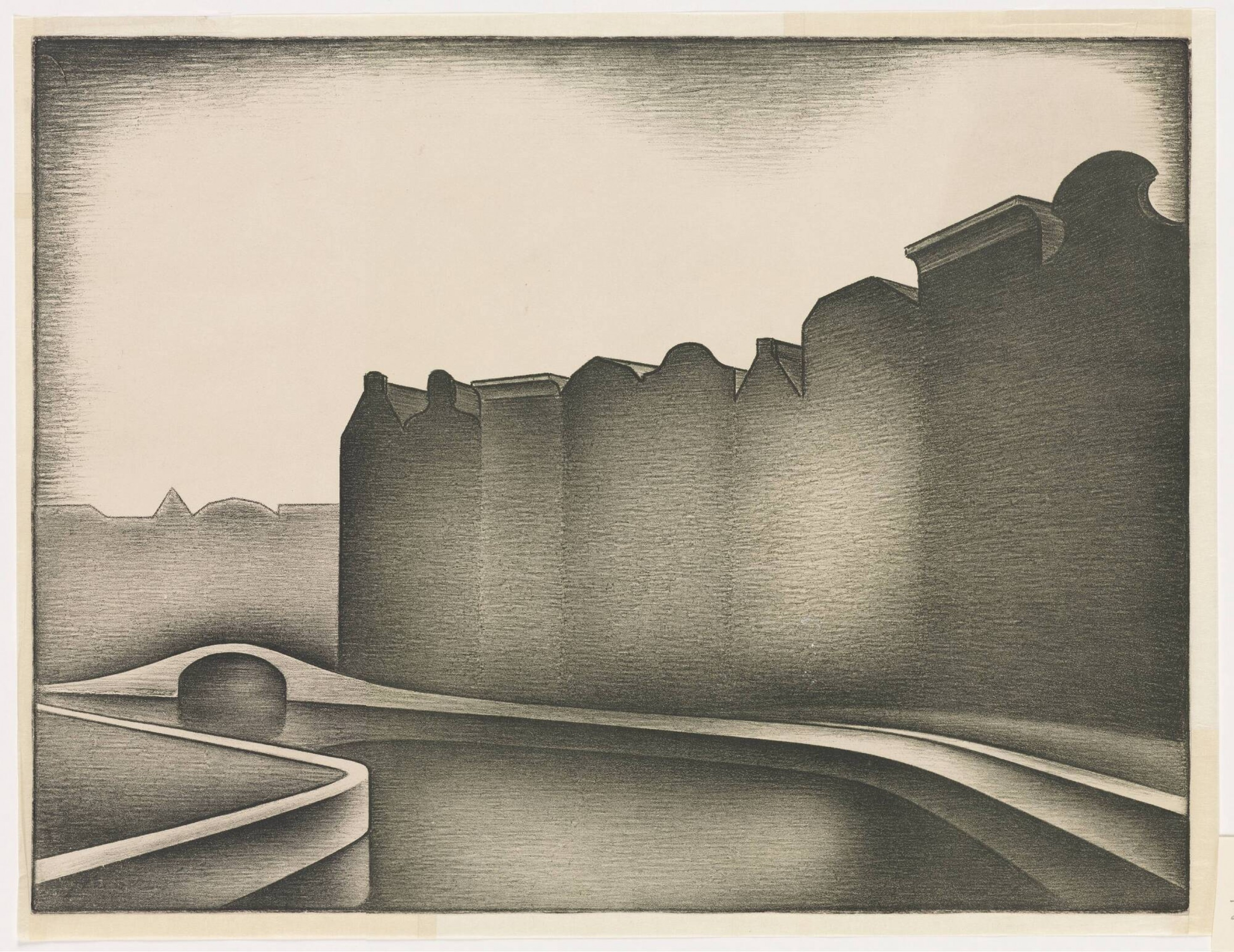
Canal. Lithographie. Rotterdam, Museum Boijmans Van Beuningen.

Le dessin et la peinture de Bendien se caractérisent de 1915 jusqu'à sa mort en 1933 par un va-et-vient entre l'abstrait et le figuratif. Il a toujours refusé de faire la distinction entre ces deux aspects de la peinture moderne. Une peinture comme Le joueur de flûte de 1928 montre un homme jouant de la flûte,  avec un chapeau, et les mains et une lumière claire sur la figure; mais il produit peu de temps avant et après, des dessins géométriques et linéaires complètement abstraits.  Bendien ne voulait pas faire de distinction : son art abstrait et son art figuratif se complètent et expriment, selon lui, des sentiments humains généraux.

Le plat, cependant, est resté le point de départ des travaux bidimensionnels. Illusionnisme dans le but d'imiter la nature, il a rejeté. Dans son livre Directions de la peinture contemporaine, il écrit à ce sujet:

« Door zich aan perspectief te houden, vernietigt men het vlak. Men maakt een holte. Trouw aan het vlak daarentegen betekent zondigen tegen het perspectief. Schilderkunst met natuurvoorstelling, al wil ze nog zo weinig natuurillusie wekken, kan nooit meer dan een compromis zijn tussen de driedimensionale natuur en het tweedimensionale vlak »

## Peinture absolue
Après 1912, ce sont principalement les expositions de l'association d'artistes d'Amsterdam De Onafhankelijken, où les artistes hollandais «parisiens» ont présenté pour la première fois leurs œuvres abstraites au public néerlandais. Une partie importante de la presse néerlandaise était très critique à ce sujet. Comme en 1913, lorsque Jacob Bendien a proclamé «Absolute painting» aux Pays-Bas avec Jan Harders, Chris Hassoldt, John Rädecker et Jan van Deene pour la première fois. Jan van Deene et Bendien en particulier présentaient un art abstrait dans lequel la vie émotionnelle s'exprimait intuitivement en couleurs et en lignes, comme les deux peintres le soutenaient souvent. Dans leurs peintures, les surfaces de couleur lisses et arrondies étaient délibérément séparées par des lignes, afin d'empêcher les couleurs de flouter sur la limite des plans et d'occulter ainsi le travail total. Ce n'est qu'en appliquant des zones de couleur uniformes et intactes que l'on peut exprimer un maximum et une «pure valeur émotionnelle». La nécessité d'arriver à la «pureté» et à «l'intériorité» avec leur art a été continuellement argumentée par les deux artistes; Bendien lui-même continuera à répéter cela jusqu'à sa mort prématurée.
Bendien apprécie l'art abstrait de Mondrian, qu'il étudie intensément et depuis longtemps, selon l'opinion du théoricien de l'art A.M. Hammacher dans les années antérieures à la Seconde Guerre Mondiale. II était l'un des meilleurs experts de Mondrian aux Pays-Bas. Bendien a publié à plusieurs reprises la peinture de Mondrian pendant cette période. Sur son lit de malade dans la maison de la famille Harrenstein à Amsterdam (où il a été soigné), il a vu des peintures fraîchement fabriquées par Mondrian en provenance de Paris et a donc pu voir et analyser depuis son lit pendant des jours. Pourtant Bendien ne s'est jamais fait connaître dans son propre travail aux lignes droites et aux plans rectangulaires et aux faisceaux de néoplasticisme par Mondriaan et Van Doesburg.

## Le méditisme
Au milieu des styles artistiques des années 1910-1930, Bendien proclame son propre style d'art: le méditisme. C'est surtout dans ses dessins qu'il voit ce nouveau style émerger. Le «fondement de la vie» était un concept central au sein de son méditisme, tout comme «l'individu». Tous deux étaient, selon ses propres commentaires, particulièrement impliqués dans ses dessins et représentés par toutes sortes de coups de crayons différents . Par exemple, les lignes dans le bas d'un dessin avaient une valeur psychologique complètement différente pour Bendien que la même ligne dans la surface supérieure. Il était un artiste qui utilisait consciencieusement les nombreuses possibilités pratiques de la ligne et des matériaux . Les lignes grasses, serrées, épaisses ou minces, leur caractère différent a été consciemment utilisé par Bendien dans son méditisme.

## Théoricien de l'Art
En plus d'être un artiste, Bendien était aussi un théoricien de l'art actif. Il a eu un large aperçu des mouvements modernes de son temps, compte tenu de son livre Directions dans la peinture contemporaine. Il a distingué le domaine de l'art moderne en son temps en deux pôles distincts. Il y avait le côté dynamique, vital et non lié dans lequel les émotions de l'artiste ont joué le rôle le plus important dans la génération de l'œuvre d'art; il a reconnu cela, entre autres choses, dans le futurisme, l'expressionnisme allemand, le surréalisme, l'art de Kandinsky et Dada. D'autre part, il a placé l'art dans lequel une pureté et un contrôle des émotions ont été recherchés à travers «l'esprit». Il a reconnu cette approche dans l'art abstrait et figuratif; il l'a reconnu dans le travail de Mondrian et Van Doesburg, les cubistes, les peintres de la Nouvelle Objectivité (surtout en Allemagne) et dans son propre travail: le Méditisme. Il voyait Mondrian comme dogmatique dans son abstraction et lui-même comme méditatif, intuitif et libre, parce qu'il voulait permettre à la fois la figuration et l'abstraction dans son propre art. 
Par ses idées inspirantes, Bendien est devenu un mentor spirituel de personnes importantes du monde de l'art, comme le critique d'art productif A.M. Hammacher et le peintre mural et plus tard directeur de l'Amsterdam Rijksacademie Roland Holst. Au cours des quatre dernières années de sa vie, il a été physiquement restreint par la tuberculose, ce sont les années où, avec Mme. A. Harrestein-Schräder a écrit un aperçu de toutes les directions d'art modernes européennes de son temps: Directions dans la peinture contemporaine. Quelques années après sa mort, ce manuscrit fut publié à titre posthume en 1935 par Brusse N.V. à Rotterdam, après avoir été édité et complété par A. Hammacher, J.G. van Gelder et W. Hilbers.